# The Dead South
The Dead South es un grupo musical canadiense de folk-bluegrass originario de Regina, Saskatchewan. La banda se formó en 2012 como cuarteto por Nate Hilts (voz, guitarra, mandolina), Scott Pringle (guitarra, mandolina, voz) y Danny Kenyon (chello, voz). Colton Crawford (banjo) dejó la banda en 2015 y fue reemplazado por la músico de estudio Eliza Mary Doyle.
Colton Crawford regresó a la banda en 2018.
A menudo se refieren a sí mismos como los "Evil Twins" de Mumford & Sons. La banda tocaba en directo antes de lanzar su primer EP de cinco canciones en 2013 The Ocean Went Mad and We Were to Blame. Su álbum Good Company se lanzó en 2014 con el sello alemán Devil Duck Records que produjo importantes giras por el extranjero durante los siguientes dos años.
El tercer disco Illusion and Doubt fue lanzado a través del sello canadiense Toronto Label Curve Music en 2016. Rápidamente subió al número 5 en las listas Billboard Bluegrass. Se creó una versión actualizada del sencillo "In Hell, I'll Be in Good Company" del disco Good Company, producido por Jason Plumb, junto con un videoclip en Youtube, y se la cataloga como parte importante del éxito de la banda.

## Historia
Nate Hilts, Danny Kenyon y Scott Pringle crecieron juntos en Regina, Canadá. Colton Crawford se mudó a Regina después del instituto y conoció a Hilts a través de amigos en común A Nate H. y Danny K. se les ocurrió formar una banda de bluegrass "rockin' stompin" en 2012 mientras tocaban juntos en otra banda de grunge alternativo durante un corto periodo. Después de que la banda desapareciese, Colton Crawford y Scott Pringle se unieron al grupo para formar The Dead South, con sede en Regina. En los primeros conciertos de la banda tocaban música más cercana al rock tradicional con guitarras eléctricas y batería. Colton C. aprendió a tocar el banjo y Scott P. la mandolina para complementar su guitarra. Terminaron formando su propia versión del género bluegrass. Se esfuerzan por tener una visión satírica de género sin dejar de ser fiel a él.
La banda realizó una extensa y repetida gira por Canadá y Europa, llegando a que Colton Crawford tuviese que abandonar la banda por "insomnio y agotamiento" por la falta de rutina. Eliza Mary Doyle, una conocida músico de estudio y solista, fue contratada entonces para ocupar la vacante.
Danny Kenyon es ocupante de la banda a la vez que estudia una ingeniería; por lo tanto contrataron a Erik Mehlsen al violonchelo para ayudarle cuando no pudiese viajar.

### The Ocean Went Mad and We Were to Blame(2013)
La fecha de lanzamiento autopublicado fue el 29 de junio de 2013. Mientras la banda estaba de gira tocando en varias ciudades, vendían lo que se convertiría en su EP The Ocean Went Mad and Were to Blame. 
La mayoría de las canciones son clásicamente bluegrass, otras canciones tienen algunas similitudes con canciones alternativas de la década de 1990.

### Good Company(2014)
Es el primer álbum de estudio de la banda. Fue lanzado el 26 de abril de 2014 a través del sello discográfico alemán Devil Duck Records y produjo extensas giras por Canadá y Europa.
El lanzamiento en 2017 de su videoclip a través de Youtube de la canción "In Hell I'll Be in Good Company" impulsó retroactivamente el interés por el álbum debut de la banda, que, aunque fue lanzado antes de 2017 apareció en ese momento en el Top 50 en las listas de música Billboard y en el Top 20 en la lista global de iTunes de EE. UU.
Rachel Freitas de MusicExistence señala que la segunda canción del álbum, "Achilles", "tiene el sonido característico de banjo por el que The Dead South es conocido, pero la instrumentalización es un poco más ligera. Lo que uno encontrará mientras escucha el LP es que The Death South son maestros de la narración que realmente saben como hacer que una canción cobre vida".

### Illusion and Doubt(2016)
Amanda Hathers, de CanadianBeats, opina que el álbum ofrece "la experiencia folk/country tradicional, repleto de desplumado banjo, vibraciones e impresionantes armonías".

### Sugar & Joy(2019)
Sugar & Joy es el primer álbum de The Dead South grabado fuera de Regina.

## Influencia y estilo musical
Se refieren a sí mismos como los "Gemelos malvados" de Mumford & Sons, un guiño a su oscura y a menudo violenta interpretación de la estética del Oeste. Hilts y Kenyon habían ido escuchando bandas de bluegrass como Trampled by Turtles y Old Crow Medicine Show antes de formar su banda. Ambos quisieron hacer su versión propia de tradicional folk y bluegrass.
Sarah Murphy de Exclaim.ca dice que la inyección de folk y bluegrass de la banda con un "espíritu de punk rock (sin mencionar a un intérprete de banjo que se autoproclama metalero), la banda aporta una nueva perspectiva a los géneros clásicos".
El crítico de MusicCrowns.org, James Cooke, sugiere que "voces descarnadas, rasgueo agresivo de la guitarra, chuletas de mandolina, lametas de banjo y un bombo continuo para fusionarlo todo", para ofrecer un sonido único que no se ajusta exactamente a la definición tradicional de bluegrass.

## Miembros de banda
- Nate Hilts (voz principal, guitarra y mandolina) (2012-presente)
- Scott Pringle (guitarra, mandolina y voz) (2012-presente)
- Danny Kenyon (violonchelo y voz) (2012-presente)
- Colton Crawford (banjo) (2012-2015) (2018-presente)
- Eliza Mary Doyle (banjo) (2016-2018)
- Erik Mehlsen (violonchelo) (2015-presente)

## Discografía
| Título                                  | Formatos                         | Detalles                                                             | Posiciones de gráfico de la cumbre |
| Título                                  | Formatos                         | Detalles                                                             | EE. UU. Bluegrass                  |
| --------------------------------------- | -------------------------------- | -------------------------------------------------------------------- | ---------------------------------- |
| The Ocean Went Mad and We Were to Blame | EP                               | - Fecha de lanzamiento: 29 de junio de 2013 - Sello: autoproducido   | –                                  |
| Good Company                            | Disco compacto, Descarga Digital | - Fecha de lanzamiento: 2014 - Sello: Devil Duck Records             | –                                  |
| Illusion and Doubt                      | Disco compacto, Descarga Digital | - Fecha de lanzamiento: 18 de noviembre de 2016 - Sello: Curve Music | 5                                  |

## Premios y nombramientos
Aparte de que Illusion and Doubt subiese al número cinco en las listas de Estados Unidos de bluegrass, también se introducía en lo alto de iTunes de EE. UU.
Además, The Dead South recibió en 2015 la "Road Gold" una certificación de la Asociación Canadiense de Música Independiente (CIMA) para vender más de 25 000 entradas en un periodo de doce meses.
La banda recibió un premio Juno por Mejor álbum en raíces tradicionales en 2018 por Illusion and Doubt.